# Бульвар Победы (Новосибирск)
Бульвар Победы — пешеходная улица в Ленинском районе Новосибирска, пролегает внутри жилого квартала, образованного улицами Троллейной, Связистов, Волховской и 9-й Гвардейской Дивизии.

## Нумерация
Расположенным вдоль бульвара зданиям присвоены адреса улиц Троллейной, Связистов, Волховской и 9-й Гвардейской Дивизии, собственная нумерация отсутствует.

## История
Бульвар был создан в 1985 году в честь 40-летия Победы в Великой Отечественной войне.
К 2008 году улицу реконструировали: были обновлены зелёные насаждения с газонами, покрыты тротуарной плиткой дорожки и т. д.

## Достопримечательности
- Танк Т-34, принимал участие в битвах Великой Отечественной войны;
- Световой фонтан.

## Образовательные учреждения
- Информационно-экономический лицей;
- Средняя общеобразовательная школа № 50.